# 阮久霑
阮久霑（越南语：／；17世紀—18世紀），清華河中府宋山縣人，廣南國政治人物。

## 生平
阮久霑出身平康營左步該奇，永盛十一年（1715年）明王阮福淍自副將陞為他鎮邊營留守，他請求得到父親在虬澳開墾的二三畝田為官田別食，明王御筆准許，因此該田名為「朱批田」，附近河流亦名為「朱批江」；永慶三年（1731年）哀牢入侵，他出任監軍在栗江打敗敵軍，又和調遣張福永、統兵陳大定分兵三道前進，賊人潰敗逃去，真臘人畏之如虎，寧王阮福澍以他統領鎮邊營軍，不久去世。

## 引用
1. 1 2  《大南列傳前編·卷四》：阮久喬，清化貴縣人……阮久霑，雲之長子也，歷官副將，顯宗皇帝二十四年乙未冬陞鎮邊營留守，霑請以其父雲所墾虬澳二三頌田為官田別食，上御筆許之，因名其田為朱批田，其江近田亦名朱批江，肅宗皇帝六年辛亥夏，牢賊侵邊，霑為監軍，與賊戰于栗江破之，又與調遣張福永、統兵陳大定分兵三道竝進，賊潰走，霑在軍中，真臘畏之如虎，上聞之，乃以霑統領鎮邊營軍，尋卒。
2. ↑  《大南實錄前編·卷八·顯宗孝明皇帝寔錄下》：（甲午二十三年冬十月）……因命平康營左步該奇阮久霑領平康水步二十六船為二營應……（乙未二十四年十一月）……以副將阮久霑為鎮邊營留守，霑既至，請以其父阮久雲所墾虬澳處二三項田為官田別食，上手筆許之，因其名田為朱批田 今平格總、平珪平、忠富盛三村地 。